# Musica Petropolitana
«Musica Petropolitana» — российский ансамбль старинной музыки, базирующийся в Санкт-Петербурге. Создан в 1990 году на основе ансамбля «Musica Antiqua St. Petersburg». Специализация ансамбля — аутентичное исполнение музыки европейского барокко, прежде всего — музыки, созданной в XVIII веке при российском императорском дворе.
Ансамбль с первых шагов получил международное признание, завоевав первые призы на международных конкурсах в Великобритании («Early Music Competition», Манчестер, 1990) и в Нидерландах (конкурс имени ван Вассенара, Амстердам, 1993).
Ансамбль регулярно гастролирует и участвует в фестивалях в Германии, Испании, Италии, Великобритании, Нидерландах, Дании, Швейцарии, Франции, Швеции, Израиле, Турции, США. Его записи транслировались крупнейшими радиостанциями Европы: BBC-3 (Лондон), NDR-3 (Гамбург), WDR-3 (Кёльн), «Радио Копенгаген», «Радио Амстердам», «Радио Франции», «Радио Швеции». В дискографии ансамбля — произведения русских композиторов рубежа XVIII—XIX веков (Березовского, Козловского, Хандошкина), зарубежных композиторов, работавших в России (Винченцо Манфредини, Бальдассаре Галуппи, Джузеппе Сарти, Доменико Чимароза), музыка Иоганна Себастьяна Баха, Арканджело Корелли, Антонио Вивальди и др.
Musica Petropolitana постоянно сотрудничает с такими известными исполнителями, как Эмма Кёркби, Ольга Пасичник, Майкл Чанс. Музыканты преподают и проводят мастер-классы в России, Англии, Германии.
По мнению известного музыкального критика Михаила Фихтенгольца,

живость и кураж, присущие Musica Petropolitana, удивительным образом уживаются с некоей отстранённой театральностью: музыкальное произведение разыгрывается на определённой дистанции от слушателя, словно из иной эпохи. Такое бережное, почти музейное отношение к старинным опусам — истинно петербургский феномен.

## Состав
- Сергей Фильченко (скрипка)
- Дмитрий Синьковский (скрипка)
- Дмитрий Соколов (виолончель)
- Ирина Шнеерова (клавесин)